# Affaire Pierre Cardot
Pour les articles homonymes, voir Cardot.
L'affaire Pierre Cardot est une affaire d'espionnage « au profit des pays communistes » qui a défrayé la chronique en France au début des années 1960.

## Histoire
« Pierre Cardot » est la fausse identité avec laquelle un espion tchécoslovaque — un « illégal » ou un « clandestin » selon les termes du milieu — intègre les services de renseignements français, le Service de documentation extérieure et de contre-espionnage (SDECE).
En 1957, via un courrier à l'ambassade de France à Prague, l'agent tchécoslovaque se fait passer pour le petit-fils (né officiellement en 1929 en Tchécoslovaquie) de Marie Cardot, une Française installée dans le pays et qui n'a pas été revue depuis. Avec un faux acte de naissance et exprimant un attachement à la France, il obtient sa naturalisation et s'installe à Paris. Il y termine ses études, puis devant faire son service militaire, sa connaissance de langues étrangères (tchèque et russe) est plus utile dans le renseignement que sur le terrain de la guerre d'Algérie. Pendant cette période de guerre froide, il intègre en quelques années le Service de documentation extérieure et de contre-espionnage (SDECE). Il est démasqué cependant peu de temps après.
Emprisonné puis « échangé » avec son pays d'origine, la véritable identité de l'espion n'est pas connue.